# Hans Fischer (Mediziner)
Hans Fischer (* 15. Dezember 1892 in Schaffhausen; † 21. Mai 1976 in Zollikon, reformiert, heimatberechtigt in Schaffhausen) war ein Schweizer Pharmakologe und Medizinhistoriker.

## Leben
Hans Fischer wurde am 15. Dezember 1892 in Schaffhausen als Sohn des Unternehmers Georg Fischer geboren. Hans Fischer nahm ein Studium der Medizin an den Universitäten Zürich und München in Angriff, das er 1925 in Zürich mit dem Erwerb des akademischen Grades eines Dr. med. abschloss.
In der Folge war Hans Fischer als Assistent bei Heinrich Zangger und Max Cloëtta angestellt. Im Jahr 1928 folgte Hans Fischer einem Ruf an die Universität Zürich, an der er zunächst als Privatdozent, ab 1935 als ausserordentlicher Professor als Nachfolger Max Cloettas sowie schliesslich von 1947 bis zu seiner Emeritierung im Jahr 1963 als ordentlicher Professor für Pharmakologie lehrte. Dort amtierte Fischer zwischen 1956 und 1958 zudem als Rektor.  Daneben war er als Mitarbeiter in eidgenössischen Kommissionen sowie der Weltgesundheitsorganisation tätig.
Hans Fischer war verheiratet mit Vera, der Tochter des Hans Jakob Otto Vogel. Er verstarb am 21. Mai 1976 fünf Monate nach Vollendung seines 83. Lebensjahres in Zollikon.

## Wirken
Hans Fischer befasste  sich in seinen Forschungsarbeiten vorrangig mit herzaktiven Glykosiden, Ultraviolett-Analytik, zellulärer Pharmakologie sowie Überträgersubstanzen des Nervensystems. Ferner trat Fischer als Förderer der Medizingeschichte in der Schweiz hervor. Dazu verfasste er Beiträge über Johann Jakob Wepfer, Conrad Gessner und Johann Jakob Scheuchzer.